# Avet Barseghián
Avet Barseghián (en armenio: Ավետ Բարսեղյան) es un presentador de televisión de Armenia. Además, también es compositor e historiador. Estudió en la Universidad Pedagógica Estatal de Ereván.
Durante su trayectoria de más de diez años en el mundo de la televisión, ha presentado gran cantidad de importantes proyectos y programas, entre ellos la Selección nacional de representante de Armenia para el Festival de la Canción de Eurovisión, Armenian Idol (versión armenia del programa americano American Idol) o la versión armenia del famoso concurso ¿Quién quiere ser millonario?.
También ha sido el compositor de más de doscientas letras de canciones tanto en armenio como en ruso.
El 3 de diciembre de 2011, presentó junto a Gohar Gasparián el Festival de la Canción de Eurovisión Junior 2011, celebrado en Ereván, capital de Armenia.